# Acacia bucheri
Acacia bucheri är en ärtväxtart som beskrevs av Frère Marie-Victorin. Acacia bucheri ingår i släktet akacior, och familjen ärtväxter. IUCN kategoriserar arten globalt som starkt hotad. Inga underarter finns listade i Catalogue of Life.